# 安的列斯黃魴鮄
安的列斯黃魴鮄，為輻鰭魚綱鮋形目牛尾魚亞目黃魴鮄科的其中一種，分布於中西大西洋的安地列斯群島海域，棲息深度326-649公尺，體長可達18公分，為深海底棲性魚類，屬肉食性，生活習性不明。

## 擴展閱讀
維基物種上的相關：安的列斯黃魴鮄